# Claude Dasset
Claude Ange Georges Dasset, nom complet de Claude Dasset est un acteur et narrateur français né le 15 novembre 1921 à Paris et mort le 15 juin 1989 dans la même ville. Sa voix apparaît notamment dans des œuvres d'animation,,.

## Télévision
- 1966 : En votre âme et conscience, épisode : L'Affaire Bouquet de  Pierre Nivollet
- 1967 : En votre âme et conscience, épisode : Le Cas d'Hélène Jegado de  Pierre Nivollet

## Radio
- 1951-1952 puis 1956-1960 - Signé Furax, feuilleton radiophonique en cinq saisons, écrit par Pierre Dac et Francis Blanche, diffusé sur les ondes de la RTF (voix du super-méchant Léon Klakmuf).
- 1965-1972  - Bons baisers de partout, feuilleton radiophonique en une seule saison narrant les aventures loufoques et comiques de l'espion Nicolas Leroidec (voix de l'adjudant Tifrisse, Jules et Raphaël Fauderche, Wilhelm Fermtag).

## Doublage

### Cinéma
- Donald Pleasence dans :
  - La Nuit des généraux (1967) : Le major-général Kahlenberge
  - La Folle de Chaillot (1969) : Le prospecteur
  - Le Jeu de la puissance (1978) : Blair
  - Halloween, la nuit des masques (1978) : Dr Sam Loomis

- Marne Maitland dans :
  - Les Souliers de saint Pierre (1968) : le cardinal Rahamani
  - L'Homme au pistolet d'or (1974) : Lazar

Mais aussi :
- 1961 : L'Empreinte du dragon rouge : le prêtre chez Anna Chang (Michael Hawkins)
- 1966 : Un ange pour Satan : Dario Morelli (Vassili Karis)
- 1966 : La Rage de survivre : le Dr Reuben (Glenn Ford)
- 1967 : Reflets dans un œil d'or : Murray Weincheck (Irvin Dugan)
- 1968 : Une minute pour prier, une seconde pour mourir : Dr Chase (Enzo Fiermonte) et l'employé de banque emportant la sacoche[Qui ?]
- 1969 : Avant que vienne l'hiver : le second soldat britannique avec David et le caporal (Albert Shepherd)
- 1970 : L'Exécuteur : le colonel Scott (Nigel Patrick)
- 1971 : Femmes de médecins : Bill (Duke Hobbie)
- 1972 : Les Griffes du lion : Lord Salisbury (Laurence Naismith)
- 1972 : Gunn la gâchette : Frank Winman (Keefe Brasselle)
- 1974 : La Grande Casse : le maire de Carson (Sak Yamamoto) et le patron du lavage de voitures (Rudy Halicki)
- 1974 : Contre une poignée de diamants : le collaborateur de Sir Edward[Qui ?]
- 1976 : Flics en jeans : le commissaire Tozzi (Roberto Messina)
- 1978 : Doux, dur et dingue : Woody (Roy Jenson)
- 1983 : Octopussy : Vijay (Vijay Amritraj)
- 1985 : Dangereusement vôtre : Chuck Lee (David Yip)
- 1985 : Le Dernier Dragon : le maître de Leroy (Thomas Ikeda)
- 1986 : Hannah et ses sœurs : Evan (Lloyd Nolan)

#### Animation
- 1971 : Lucky Luke : Daisy Town : Le chef indien
- 1976 : Les Douze Travaux d'Astérix : Voix additionnelle
- 1979 : Le Lion, la Sorcière blanche et l'Armoire magique : le professeur / le loup Fenris Ulf / le renard / le narrateur

### Télévision

#### Série télévisée
- 1974 : Messieurs les jurés : L'Affaire Savigné-Montorey de Pierre Nivollet
- 1974-1978 : Les Brigades du Tigre : le narrateur sur certains épisodes
- 1976 : Adios, mini-série réalisée par André Michel : Jacques des Ailleurs
- 1976 : Messieurs les jurés : L'Affaire Craznek de Michel Genoux
- 1978 : Messieurs les Jurés : L'Affaire Montvillers de Jean-Marie Coldefy

#### Documentaire
- 1956 : Sur le pont d'Avignon : le narrateur

#### Séries d'animation
- 1979 : Capitaine Flam : Le général Jackal (Départ pour le passé) / Varstok (Les Semeurs de givre)
- 1982 : Georges de la jungle : Le narrateur
- 1985 : Les Mondes engloutis : Seskapile, Bic
- 1980 : Tom Sawyer : M. Dobbins, Joe l'Indien, Dr Mitchel
- 1983 : Le Tour du monde en 80 jours : Voix off